# Ян, Гюнтер (моряк)
Гюнтер Ян (нем. Günther Jahn; 27 сентября 1910, Гамбург — 12 апреля 1992, Крайллинг) — немецкий офицер-подводник, кавалер Рыцарского креста Железного креста.

## Биография
14 октября 1931 года поступил на флот кадетом. С 1 января 1933 года — фенрих цур зее, с 1 января 1935 года — оберфенрих цур зее. 1 апреля 1935 года произведён в лейтенанты. Служил на лёгком крейсере «Нюрнберг», на котором в 1939—41 годах совершил 9 боевых походов. В марте 1941 года переведён в подводный флот.
Свой первый поход совершил в сентябре 1941 года на подводной лодке U-98. 13 ноября 1941 года назначен командиром подводной лодки U-596, на которой совершил 6 походов, проведя в море в общей сложности 137 суток. Во время 2-го похода прошел через Гибралтарский пролив в Средиземное море, считался одним из наиболее успешных подводников, действовавших в этом районе. 30 апреля 1943 года награждён Рыцарским крестом Железного креста. 27 июля 1943 года назначен командиром 29-й флотилии подводных лодок, базировавшейся во Франции. 1 ноября 1943 года получил звание корветтенкапитана. За время военных действий потопил 5 судов противника общим водоизмещением 27572 тонн и повредил 2 судна водоизмещением 14180 тонн. В сентябре 1944 года флотилия прекратила своё существования, а Ян был взят в плен французскими войсками. Освобождён в 1946 году.

## Награды
- Рыцарский крест Железного креста (30.04.1943)
- Железный крест 1-го класса (06.10.1942)
- Железный крест 2-го класса (18.10.1939)
- Медаль «В память 22 марта 1939 года» (20.12.1939)
- Медаль «За выслугу лет в Вермахте» 4-го класса (02.10.1936)
- Нагрудный знак подводника (06.10.1942)